# Nordenskiöld (adelsätt)
För örlogsfartyget, se HMS Nordenskjöld (12).
Nordenskiöld (även Nordenskjöld, Nordensköld) är en svensk adelsätt.

## Historik
Ätten härstammar enligt uppgifter från torparen i Nordanåker under Kastebo, Tierps socken Erik Matsson, död 1700. Uppgifter om att han skall ha varit född 1597 är ganska tveksamma. Familjetraditionen hävdar att han skall ha varit korpral i Karl X Gustafs krig och mist ena armen. Han skall ha varit far till länsman Anders Norberg (1652-1738), fogden Olof Norberg (1660-1718) och Johan Eriksson Norberg (död 1740), den senare blev överinspektor vid salpetersjuderierna i Finland. Hans söner, Anders Johan Nordenskiöld och Carl Fredric Nordenskiöld adlades 21 november 1751 på Stockholms slott av kung Adolf Fredrik med namnet Nordenskiöld, och introducerades 8 juni 1752 tillsammans med nummer 1912, sedermera 1912 B.
Karl Fredrik Nordenbergs son Otto Henrik uppflyttades 1797 i dåvarande riddarklassen (kommendörsätten Nordenskjöld, nummer 1912 A) samt blev 1815 friherre (friherrliga ätten Nordenskjöld, nummer 357). Ovannämnde Karl Fredriks sonson Otto Gustaf bildade 1841 en annan friherrlig ättegren (friherrliga ätten Nordensköld, nummer 394). Den sistnämndes brorson Nils AdoIf Erik erhöll 1880 friherrlig värdighet (friherrliga ätten Nordenskiöld, nummer 405). Den adliga ätten immatrikulerades på finska riddarhuset 5 februari 1818. Den andra yngre grenen upptogs 5 mars 1894 i ärftligt preussiskt adelsstånd under namnet von Nordenskjöld. 1917 överfördes första yngre grenen till Sverige igen sammanhörande med friherrliga ätten nummer 405.

## Medlemmar av ätten

### Släktskapslista, ej fullständig
- Anders Johan Nordenskiöld (1696–1763)
- Carl Fredrik Nordenskiöld (1702–1779) ledamot av Kungliga Vetenskapsakademien
  - Adolf Gustaf Nordenskiöld (1745–1821), överste
    - Otto Gustaf Nordensköld (1780–1861), amiral
      - Henrik Otto Nordensköld (1820–1903), underlöjtnant och tulltjänsteman
        - Henrik Nordensköld (1859–1939), företagsledare
          - Bengt Nordenskiöld (1891–1983), general
            - Claës-Henrik Nordenskiöld (1917–2003), generalmajor
              - Louise Nordenskiöld (född 1949), ämbetsman

    - Nils Gustaf Nordenskiöld (1792–1866), mineralog
      - Adolf Erik Nordenskiöld (1832–1901), geolog, mineralog och polarforskare
        - Gustaf E.A. Nordenskiöld (1868–1895), forskningsresande
        - Erland Nordenskiöld (1877–1932), museiman och forskningsresande

      - Nils Otto Nordenskiöld (1834–1916), notarie i Åbo hovrätt
        - Erik Nordenskiöld (1872–1933), zoolog

  - Otto Henrik Nordenskiöld, (1747–1832) amiral
    - Carl Reinhold Nordenskiöld (1791–1871), amiral
    - Otto Henrik Nordenskiöld (1792–1888), överstelöjtnant
      - Gustaf Nordenskjöld (1831–1902), militär
        - Otto Nordenskjöld (1869–1928), geolog och polarforskare
          - Gustaf Nordenskjöld (1911–1994)

    - Carl Adam Nordenskiöld (1795–1880), major
      - Henrik Nordenskjöld (1837–1891), överste
        - Erik Nordenskjöld (1869–1944), militär

      - Carl Axel Nordenskjöld (1846–1924), generallöjtnant

    - Anton Mauritz Nordenskiöld (1797–1883), kapten
      - Gabriel Nordenskiöld (1851–1924), överstelöjtnant
        - Rosa Nordenskjöld (1890–1950), konstnär

    - Axel Gustaf Nordenskjöld (1805–1889), kommendörkapten
      - Otto Nordenskjöld (1834–1901), jurist
        - Knut Nordenskjöld (1882–1950), arkitekt

  - August Nordenskiöld (1754–1792), alkemist
  - Carl Fredrik Nordenskiöld (1756–1828)

### Övriga ej fullständig
- Gustaf Nordenskiöld (född 1966), formgivare och konsthantverkare
- Tore Nordenskiöld (1911–1981), ingenjör och företagsledare
- Otto Nordenskiöld (1914–1986), fackföreningsman och radiochef
- Fritjof von Nordenskjöld (född 1938), tysk jurist och diplomat
- Jonna Nordenskiöld (född 1971), dramatiker, regissör och författare